# Aristaeus (cràter)
Aristaeus és un cràter sobre la superfície del planeta nan Ceres, situat amb el sistema de coordenades planetocèntriques a 25.54 ° de latitud nord i 100.07 ° de longitud est. Fa un diàmetre de 35.8 km. El nom va ser fet oficial per la UAI el 16 de setembre de 2016 i fa referència al déu grec de l'agricultura Aristeu.